# Ancien régime
L'ancien régime [α~siæ~-re’3im] (fr.: gammel regeringsform) betyder det gamle regimente, den tid, der ligger forud for en statsomvæltning, særlig tiden før den franske revolution.